# Ключ 53
| 广                     | 广          | 广          |
| ---------------------- | ----------- | ----------- |
| 52                     | 53          | 54          |
| Піньінь:               | yǎn         | yǎn         |
| Чжуїнь:                | ㄧㄢˇ       | ㄧㄢˇ       |
| Вейд-Джайлз:           | yen3        | yen3        |
| Ютпхін:                | jim2        | jim2        |
| Он:                    |             |             |
| Кун:                   |             |             |
| Кандзі:                | 麻垂 madare | 麻垂 madare |
| Хун:                   | 집 jip      | 집 jip      |
| Им:                    | 엄 eom      | 엄 eom      |
| Індекс у Вікісловнику: | 广          | 广          |

Ключ 53 — ієрогліфічний ключ, що означає будинок на скелі і є одним із 31 (загалом існує 214) ключа Кансі, що складаються з трьох рисок.
У Словнику Кансі 15 символів із 40 030 використовують цей ключ.

## Символи, що використовують ключ 53

Як писати ієрогліф.

| кількість рисок | ієрогліфи                                 |
| --------------- | ----------------------------------------- |
| без додаткових  | 广                                        |
| 2 додаткові     | 庀 庁 庂 広                               |
| 3 додаткові     | 庄 庅 庆                                  |
| 4 додаткові     | 庇 庈 庉 床 庋 庌 庍 庎 序 庐 庑 庒 库 应 |
| 5 додаткових    | 底 庖 店 庘 庙 庚 庛 府 庝 庞 废          |
| 6 додаткових    | 庠 庡 庢 庣 庤 庥 度                      |
| 7 додаткових    | 座 庨 庩 庪 庫 庬 庭 庮 庯                |
| 8 додаткових    | 庰 庱 庲 庳 庴 庵 庶 康 庸 庹 庺 庻 庼    |
| 9 додаткових    | 庽 庾 庿 廀 廁 廂 廃 廊                   |
| 10 додаткових   | 廅 廆 廇 廈 廉 廋 廌                      |
| 11 додаткових   | 廄 廍 廎 廏 廐 廑 廒 廓 廔 廕 廖 廗 廘    |
| 12 додаткових   | 廙 廚 廛 廜 廝 廞 廟 廠 廡 廢 廣 廤       |
| 13 додаткових   | 廥 廦 廧 廨 廩 廪                         |
| 15 додаткових   | 廫                                        |
| 16 додаткових   | 廬 廭                                     |
| 17 додаткових   | 廮 廯 廰                                  |
| 18 додаткових   | 廱                                        |
| 19 додаткових   | 廲                                        |
| 22 додаткових   | 廳                                        |